# Pseudomyrmex leptosus
Pseudomyrmex leptosus är en myrart som beskrevs av Ward 1985. Pseudomyrmex leptosus ingår i släktet Pseudomyrmex och familjen myror. IUCN kategoriserar arten globalt som sårbar. Inga underarter finns listade i Catalogue of Life.

## Bildgalleri

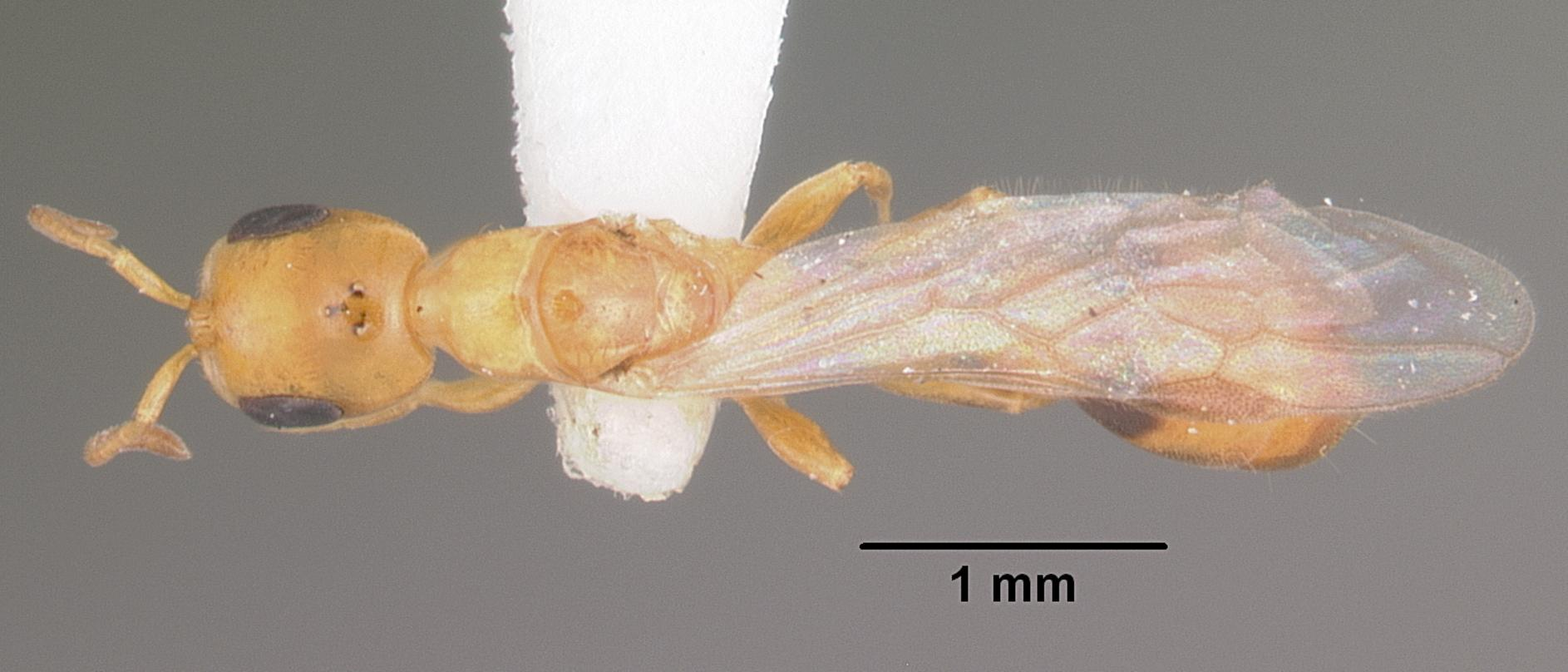
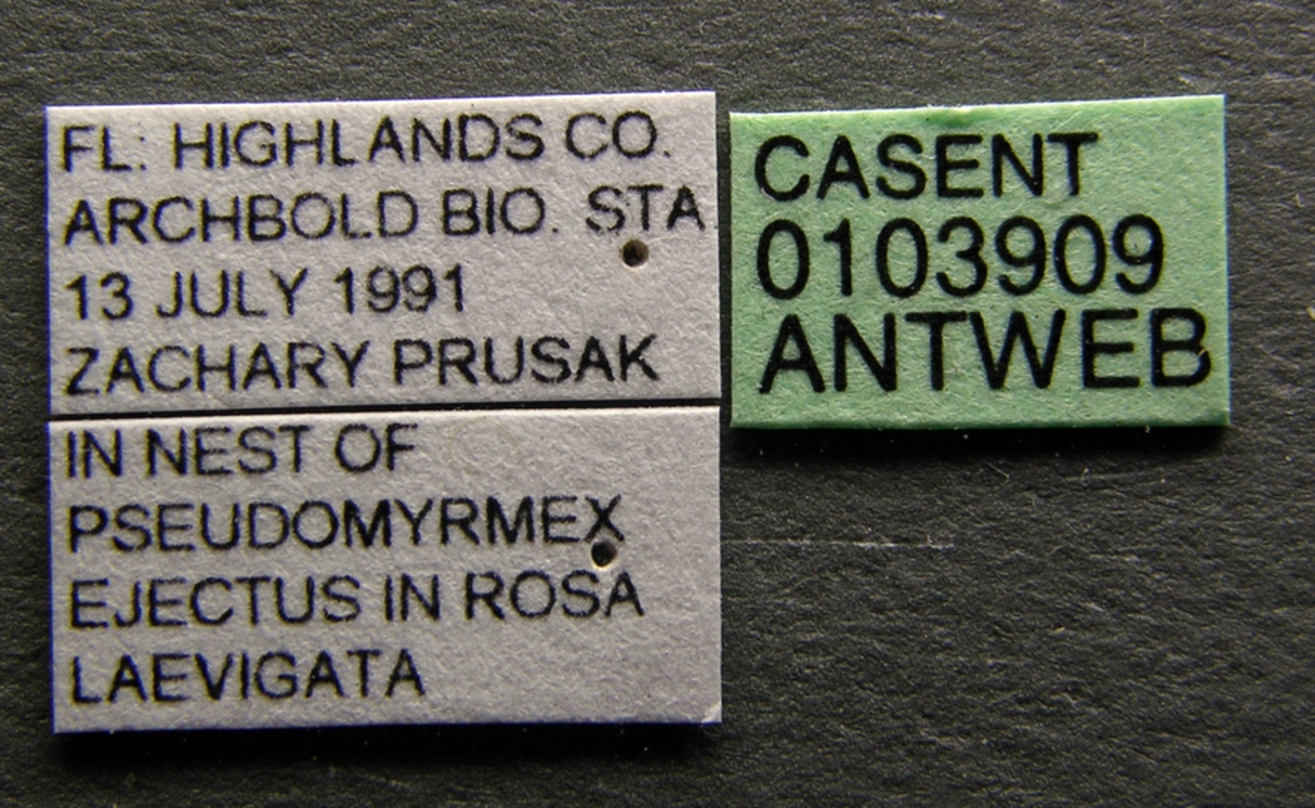